# Tošio Mijadži
Tošio Mijadži (japonsko 宮地 利雄), japonski nogometaš.
Za japonsko reprezentanco je odigral dve uradni tekmi.